# Шарковка (Ростовская область)
Шарковка — хутор в Белокалитвинском районе Ростовской области.
Входит в состав Ильинского сельского поселения.

## География
На хуторе имеется одна улица: Первомайская.

## Население
| 1989 | 2002 | 2010 |
| ---- | ---- | ---- |
| 50   | ↗54  | ↘39  |